# عمقا
عمقا (عبری: עַמְקָה‎)، همچنین در عربی به نام عمقا (عربی: عمقا)، یک موشاو در شورای منطقه ای مات اشیر در ناحیه شمالی اسرائیل، در نزدیکی عکا است. محل موشاو تقریباً مطابق با روستای فلسطینی سابق است که در طول جنگ اعراب و اسرائیل در سال ۱۹۴۸ خالی از سکنه شده‌است. در سال ۱۹۴۹ یهودیان یمنی محل اسکان خود را روی روستای عمقا تأسیس کردند. در ۲۰۱۷ جمعیت آن 748 بوده‌است. 

## علم اشتقاق لغات
پالمر فکر می‌کرد که نام عمقا از شکل عربی کلمه «عمیق» آمده‌است، در حالی که رینگرن پیشنهاد کرد که نام بث ها-امک، شهری که در Joshua 19:27 به عنوان بخشی از تقسیم قبیله اشیر ذکر شده‌است، حفظ شود.

## تاریخ

### دوره باستان
در زمان رومیان، روستای واقع در همین محل، کفار عمقا نام داشت. در دوره بیزانس این مکان احتمالاً با روستای «آمیکو» شناسایی شده‌است.

### قرون وسطی
در دوره جنگ‌های صلیبی، عمقا به عنوان عمکا شناخته می‌شد. در سال ۱۱۷۹ ژوسلین سوم زمین دهکده را به دست آورد، و در سال ۱۲۲۰، دختر ژوسلین سوم ، بئاتریکس دو کورتنی و شوهرش اتو فون بوتنلاوبن ، کنت هنبرگ، زمین‌های خود از جمله «عمقا» را به شوالیه‌های تتونیک فروختند.
در سال ۱۲۸۳، امکا به عنوان بخشی از قلمرو صلیبیون در جریان هدنا بین صلیبیون مستقر در عکا و سلطان مملوک (منصور قلاوون) ذکر شد.

### امپراتوری عثمانی
عمقا که در سال ۱۵۱۷ در امپراتوری عثمانی ادغام شد، در دفاتر مالیاتی ۱۵۹۶ به عنوان در ناحیه (شهرستان) سنجق عکا تحت لواء (منطقه) صفاد، با ۲۱۵ نفر جمعیت مشهود است که همه اهالی مسلمان بودند. روستاییان بر تعدادی از محصولات کشاورزی مانند گندم، جو، زیتون، پنبه و میوه و انواع دیگر محصولات مانند بز و کندو مالیات می‌پرداختند.
در اوایل قرن هجدهم این روستا تحت کنترل  نجم بود. او قراردادی داشت که پنبه این روستا و سایر روستاهای تحت کنترل خود را منحصراً به تاجر هلندی پل معشوک بفروشد. در مقابل، معشوک میری (مالیاتی که برای تأمین هزینه کاروان سالانه حج در نظر گرفته شده بود) را می‌پرداخت که معمولاً مشایخ (رؤسا) روستا می‌پرداختند. معلم صوفی و جهانگرد سوری مصطفی البکری صدیقی (۱۶۸۸–۱۷۴۸/۹) که در نیمه اول قرن هجدهم در این منطقه سفر کرد، گفت که پس از بازدید از قلعه آتلیت در روستا نماز خوانده‌است. در سال ۱۷۷۶ این روستا به عنوان پایگاهی توسط احمد پاشا الجزار برای سرکوب شورش به رهبری علی الظاهر، یکی از پسران  ظاهر العمر، که بین سال‌های ۱۷۳۰ و ۱۷۷۵ بر جلیل حکومت می‌کرد استفاده شد.

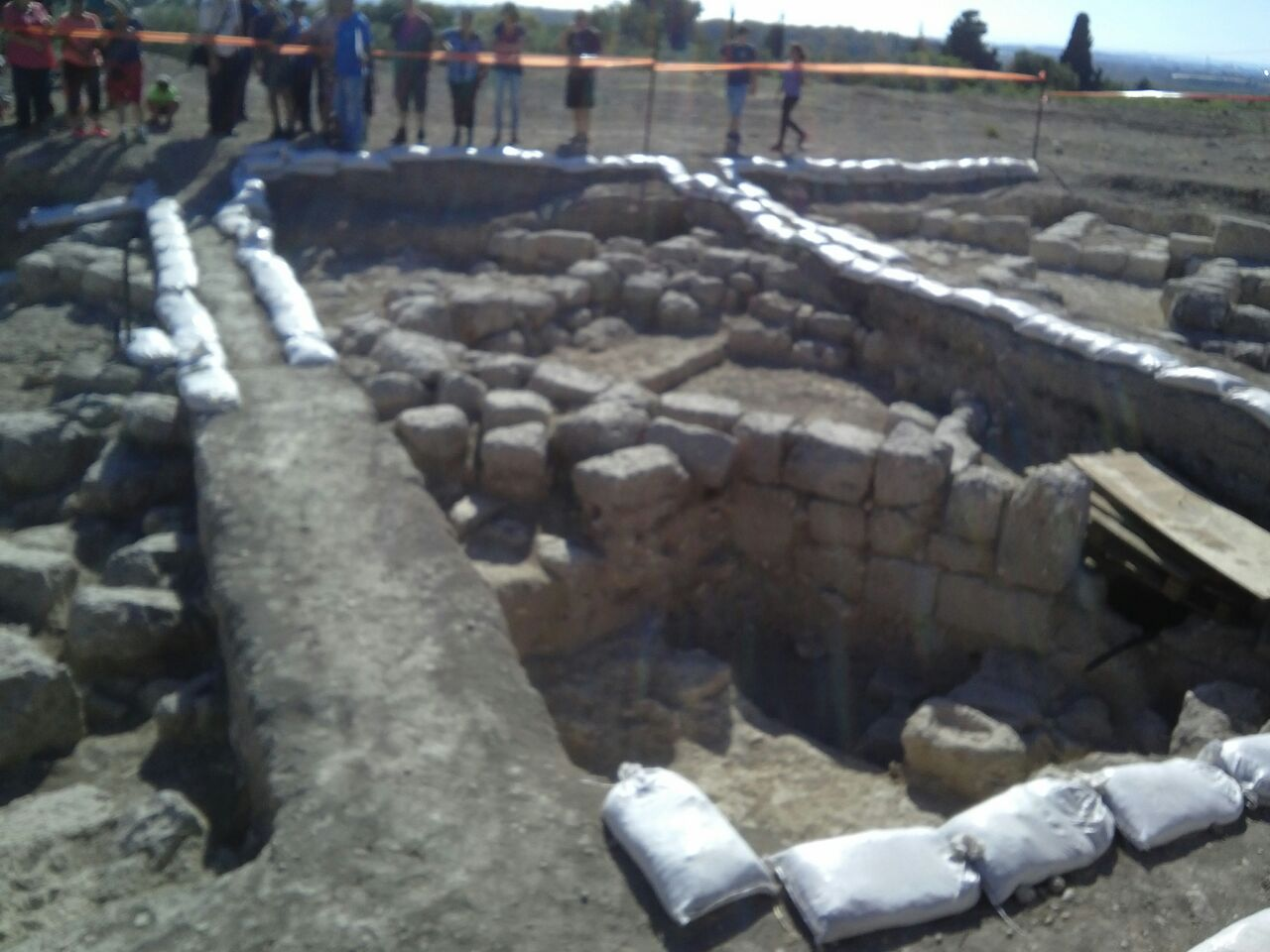
حفاری در عمقا

نقشه‌ای توسط پیر جاکوتین از تهاجم ناپلئون در سال ۱۷۹۹، این مکان و درختان انجیر و زمین‌های زراعی آن را نشان می‌دهد که ال مید نامیده می‌شود. تخمین زده می‌شود که ۳۰۰ دروزی در آنجا زندگی می‌کرده‌اند. بعدها اهالی به عنوان مسلمانانی معرفی شدند که از مسجد روستایی نگهداری می‌کردند. در سال ۱۸۸۷، مقامات عثمانی مدرسه ای در «عمقا» ساختند.
فهرست جمعیتی مربوط به سال ۱۸۸۷ نشان می‌دهد که عمقا حدود ۷۴۰ سکنه داشته‌است که همگی مسلمان بودند.

### قیمومیت بریتانیا
در سرشماری فلسطین در سال ۱۹۲۲ که توسط مقامات قیمومیت بریتانیا انجام شد، عمقا دارای ۷۲۴ تن سکنه بود که از این تعداد ۷۲۲ نفر مسلمان و دو نفر مسیحی بودند. جمعیت در سرشماری سال ۱۹۳۱ به ۸۹۵ نفر افزایش یافت که همگی مسلمان بودند و در مجموع در ۲۱۲ خانه زندگی می‌کردند.
در سال ۱۹۴۵ جمعیت عمقا ۱۲۴۰ مسلمان بود، با بیش از ۶٬۰۰۰ dunum (۱٬۵۰۰ جریب فرنگی) زمین بر اساس بررسی رسمی زمین و جمعیت. از این تعداد ۱۶۴۸ دونم مزارع و زمین‌های قابل آبیاری بود. ۳٬۳۴۸ برای غلات استفاده می‌شود، در حالی که ۳۶ دونم زمین ساخته شده (شهری) بود.

### اسرائیل
این روستا توسط تیپ ۷ اسرائیل در ۱۶ ژوئیه ۱۹۴۸ در جریان عملیات دکل تصرف شد. به استثنای مدرسه و مسجد آن تا حد زیادی ویران شد و اکثر ساکنان آن به استثنای ساکنان دروزی سابق آن که هنوز در اطراف آن زندگی می‌کنند رانده شده‌اند. برخی از ساکنان به عنوان غایب حاضر در اسرائیل باقی مانده‌اند. در ۱ مارس ۱۹۴۹، یک ناظر سازمان ملل، روستاییان عمقا را در میان گروه بزرگی از مردمی که توسط ارتش اسرائیل بیرون رانده شده بودند، گزارش داد که به روستای سالم در کرانه باختری رسیده‌اند. او همچنین به دیگر روستاییان عمقا در گروهی که در ۲۶ مارس اخراج شده بودند اشاره کرده‌است. در فوریه ۱۹۵۰، این روستا منطقه بسته اعلام شد و جمعیت عرب آن تا سال ۱۹۶۶ تحت حکومت نظامی باقی ماندند.
گروهی از مهاجران یهودی یمنی در سال ۱۹۴۹ در عمقا که در طول جنگ ۱۹۴۸ اعراب و اسرائیل خالی از سکنه شد، مستقر شدند. تمام آنچه از ساختارهای روستای عربی باقی مانده یک مدرسه ابتدایی برای پسران است که تحت حکومت عثمانی در سال ۱۸۸۷ تأسیس شده‌است و یک مسجد. به دستور دولت اسرائیل اکثر ساختمان‌های عربی باقی‌مانده در عمقا توسط ارتش اسرائیل در اواخر دهه ۱۹۵۰ویران شدند. مسجد و مدرسه که در حال حاضر به عنوان انبار استفاده می‌شود، تنها ساختمان‌های باقی مانده از روستای قدیم است.

## سایت‌های باستان‌شناسی
سه ویرانه(به عربی: خربة) (ویرانه‌های باستان‌شناسی) در مجاورت عمقا قرار دارد و شامل پایه‌های ساختمان‌ها، سنگ‌های ساختمانی به خوبی تراشیده شده، دستگاه‌های پرس و یک آب انبار است. در طی جستجوهای باستان‌شناسی در منطقه، بقایای یک کلیسای بیزانسی کشف شد، اما به دلیل تخریب روستا، هیچ پایه ای نداشت. مسجد عمقا در سال ۱۹۹۱ توسط پترسن مورد بازرسی قرار گرفت. تاریخ ساخت مسجد مشخص نیست، اما شباهت کلی آن به مسجد نزدیک خود در الغابسیة و احتمالاً قدمتی مشابه آن، یعنی اوایل قرن نوزدهم دارد.

## کتابشناسی - فهرست کتب
- Barag, Dan (1979). "A new source concerning the ultimate borders of the Latin Kingdom of Jerusalem". Israel Exploration Journal. 29 (3/4): 197–217. JSTOR 27925726.
- Barron, J.B., ed. (1923). Palestine: Report and General Abstracts of the Census of 1922. Government of Palestine.
- Cohen, A. (1973), Palestine in the Eighteenth Century: Patterns of Government and Administration. Hebrew University, Jerusalem. Cited in Petersen, (2001)
- Conder, C.R.; Kitchener, H.H. (1881). The Survey of Western Palestine: Memoirs of the Topography, Orography, Hydrography, and Archaeology. Vol. 1. London: Committee of the Palestine Exploration Fund.
- Department of Statistics (1945). Village Statistics, April, 1945. Government of Palestine.
- Ellenblum, R. (2003). Frankish Rural Settlement in the Latin Kingdom of Jerusalem. Cambridge University Press. ISBN 978-0-521-52187-1.
- Frankel, Rafael (1988). "Topographical notes on the territory of Acre in the Crusader period". Israel Exploration Journal. 38 (4): 249–272. JSTOR 27926125.
- Guérin, V. (1880). Description Géographique Historique et Archéologique de la Palestine (به فرانسوی). Vol. 3: Galilee, pt. 2. Paris: L'Imprimerie Nationale. (p.23)
- Hadawi, S. (1970). Village Statistics of 1945: A Classification of Land and Area ownership in Palestine. Palestine Liberation Organization Research Center. Archived from the original on 2018-12-08. Retrieved 2011-09-15.
- Hütteroth, Wolf-Dieter; Abdulfattah, Kamal (1977). Historical Geography of Palestine, Transjordan and Southern Syria in the Late 16th Century. Erlanger Geographische Arbeiten, Sonderband 5. Erlangen, Germany: Vorstand der Fränkischen Geographischen Gesellschaft. ISBN 978-3-920405-41-4.
- Karmon, Y. (1960). "An Analysis of Jacotin's Map of Palestine" (PDF). Israel Exploration Journal. 10 (3, 4): 155–173, 244–253. Archived from the original (PDF) on 2019-12-22. Retrieved 2015-04-23.
- Khalidi, W. (1992). All That Remains: The Palestinian Villages Occupied and Depopulated by Israel in 1948. Washington D.C.: Institute for Palestine Studies. ISBN 978-0-88728-224-9.
- Mills, E., ed. (1932). Census of Palestine 1931. Population of Villages, Towns and Administrative Areas. Jerusalem: Government of Palestine.
- Morris, B. (1993). Israel's Border Wars, 1949 - 1956. Arab Infiltration, Israeli Retaliation, and the Countdown to the Suez War. Oxford University Press. ISBN 978-0-19-827850-4.
- Morris, B. (1987). The Birth of the Palestinian refugee problem, 1947-1949. Cambridge University Press. ISBN 978-0-521-33028-2.
- Morris, B. (2004). The Birth of the Palestinian Refugee Problem Revisited. Cambridge University Press. ISBN 978-0-521-00967-6.
- Nazzal, Nafez (1978). The Palestinian Exodus from Galilee 1948. Beirut: The Institute for Palestine Studies. ISBN 978-0-88728-128-0.
- Palmer, E. H. (1881). The Survey of Western Palestine: Arabic and English Name Lists Collected During the Survey by Lieutenants Conder and Kitchener, R. E. Transliterated and Explained by E.H. Palmer. Committee of the Palestine Exploration Fund.
- Petersen, Andrew (2001). A Gazetteer of Buildings in Muslim Palestine (British Academy Monographs in Archaeology). Vol. 1. Oxford University Press. ISBN 978-0-19-727011-0.
- Rhode, H. (1979). Administration and Population of the Sancak of Safed in the Sixteenth Century. Columbia University. Archived from the original on 2020-03-01. Retrieved 2017-11-02.
- Rogan, E. (2001). The War for Palestine: Rewriting the History of 1948. Cambridge: Cambridge University Press. ISBN 978-0-521-79476-3.
- Röhricht, R. (1893). (RRH) Regesta regni Hierosolymitani (MXCVII-MCCXCI) (به Latin). Berlin: Libraria Academica Wageriana.{{cite book}}:  نگهداری یادکرد:زبان ناشناخته (link)
- Schumacher, G. (1888). "Population list of the Liwa of Akka". Quarterly Statement - Palestine Exploration Fund. 20: 169–191.
- Strehlke, E., ed. (1869). Tabulae Ordinis Theutonici ex tabularii regii Berolinensis codice potissimum. Berlin: Weidmanns.

## پیوندها و مراجع خارجی
- به عمقا خوش آمدید
- عمقا، زوکروت
- بررسی فلسطین غربی، نقشه 3: IAA , Wikimedia Commons
- 3amqa بایگانی‌شده  در ۲۰۱۲-۰۹-۰۴ توسط Wayback Machine </link>،  مصلیح کنعانه

الگو:Matte Asher Regional Councilالگو:Palestinian Arab villages depopulated during the 1948 Palestine War